# 九重村 (千葉県)
九重村（ここのえむら）とは、千葉県安房郡にかつて存在した村である。現在の館山市の東部に位置している。
村名は9村が合併して成立したことによるもので、九重駅、館山市立九重小学校などにその名をとどめる。

## 沿革
- 1889年（明治22年）4月1日 - 町村制の施行により安房郡薗村・水玉村・竹原村・大井村・江田村・安東村・水岡村・二子村・宝貝村の区域を以て発足。
- 1954年（昭和29年）5月3日 - 館山市に編入。同日九重村廃止。

## 交通

### 鉄道
- 日本国有鉄道（国鉄）
  - 房総西線：九重駅

### 道路
- 国道128号